# اگزوریبونوکلئاز

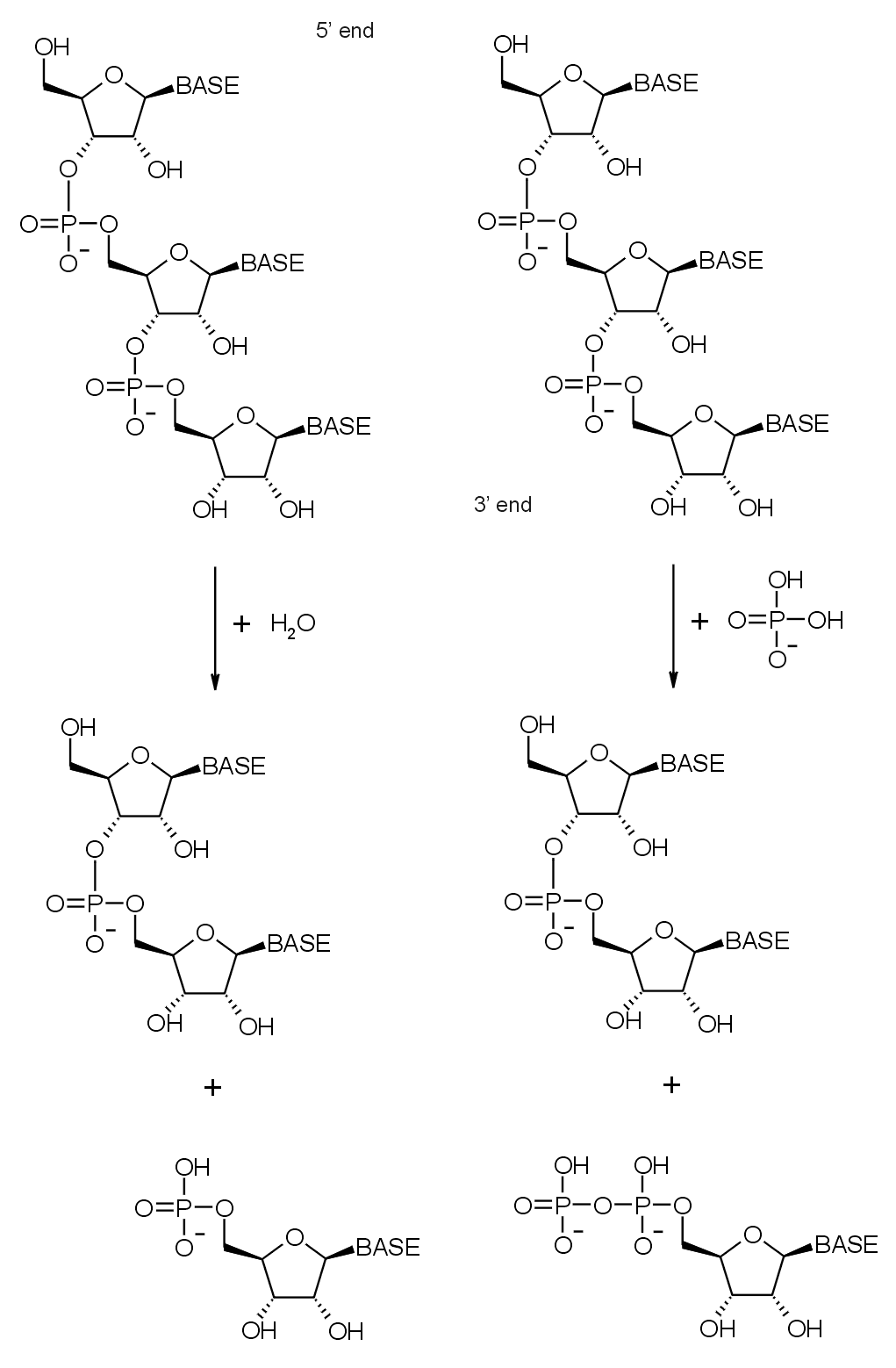
تصویری از نحوهٔ تجزیهٔ آران‌ای توسط آنزیم هیدرولیتیک (چپ) و فسفریلیک (راست) «'۳-'۵ اگزوریبونوکلئاز».

اگزوریبونوکلئاز (انگلیسی: Exoribonuclease) یک اگزونوکلئاز ریبونوکلئاز است که از طریق برداشتن نوکلئوتیدها از انتهای '۵ یا انتهای '۳ از مولکول آران‌ای، سبب تجزیهٔ آن می‌شوند. آن دسته از آنزیم‌هایی که نوکلئوتید را سمت '۵ برمی‌دارند «'۵-'۳ اگزوریبونوکلئاز» و آنهایی که از سمت '۳ برمی‌دارند، «'۳-'۵ اگزوریبونوکلئاز» نامیده می‌شوند.
این آنزیم‌ها برای شکستن پیوند «نوکلئوتید - نوکلئوتید»، یا از آب استفاده می‌کنند (فعالیت هیدرولیتیک با عدد گروه آنزیم ۳.۱) یا از فسفر غیر اُرگانیک (فعالیت فسفریلیک با عدد گروه آنزیم ۲.۷.۷). آنزیم‌های هیدرولیتیک آدنوزین دی‌فسفات رها می‌کنند و آنزیم‌های فسفریلیک آدنوزین مونوفسفات.
اگزوریبونوکلئاز در تمامی سلسله‌های حیات یافت می‌شود: باکتری‌ها، باستانیان و یوکاریوت‌ها. این آنزیم‌هادر تجزیهٔ بسیاری از گونه‌های آران‌ای نقش دارد، از جمله آران‌ای پیام‌رسان، آران‌ای حامل، آران‌ای ریبوزومی و ریزآران‌ای‌ها.
اگزوریبونوکلئاز یا تک‌پروتئینه هستند (مثل RNase D و RNase PH) یا از پروتئین‌های پیچیده (مثل کمپلکس اگزوزوم) تشکیل شده‌اند.